# Chantelle Cameron
Chantelle Anna Cameron (* 14. Mai 1991 in Northampton) ist eine britische Profiboxerin und ehemalige Weltmeisterin aller vier bedeutenden Verbände (WBA, IBF, WBO, WBC) im Halbweltergewicht.

## Frühe Kampfsportkarriere
Cameron begann im Alter von zehn Jahren mit Kickboxen und wechselte im Alter von 16 Jahren zum Muay Thai, wobei sie im Amateurbereich Titel der IKF und WAKO gewinnen konnte. Im Alter von 18 Jahren wechselte sie zum klassischen Boxsport.

## Amateurboxen
Bei EU-Meisterschaften gewann sie 2010 in Keszthely Silber im Halbweltergewicht und 2011 in Katowice Bronze im Leichtgewicht. Bei der Europameisterschaft 2011 in Rotterdam verlor sie gegen Sofja Otschigawa und bei der Europameisterschaft 2014 in Bukarest gegen Estelle Mossely.
Bei der Weltmeisterschaft 2014 in Jeju-si verlor sie erneut gegen Otschigawa und bei der Weltmeisterschaft 2016 in Astana gegen Mira Potkonen. Bei der Europameisterschaft 2016 in Sofia unterlag sie erst im Viertelfinale gegen Alexandra Ordina und schied bei der europäischen Olympia-Qualifikation 2016 in Samsun in der Vorrunde gegen Yana Alekseevna aus.

## Profiboxen
Im Mai 2017 bestritt sie ihr Profidebüt und gewann am 2. Dezember 2017 mit einem vorzeitigen Sieg gegen Viviane Obenauf den IBO-Weltmeistertitel im Leichtgewicht, den sie gegen Myriam Dellal und Jessica González verteidigen konnte. Im November 2019 gelang ihr zudem ein Sieg in einem WBC-Titelausscheidungskampf gegen Anahí Sánchez.
Am 4. Oktober 2020 boxte sie in Milton Keynes um den vakanten WBC-Weltmeistertitel im Halbweltergewicht und besiegte dabei die Brasilianerin Adriana Araújo einstimmig nach Punkten. Die zu diesem Zeitpunkt von Jamie Moore trainierte Cameron wurde mit dem Sieg zur erst zweiten britischen Boxweltmeisterin eines der vier großen Weltverbände nach Nicola Adams, die 2019 den WBO-Titel im Fliegengewicht erkämpft hatte. Im Mai 2021 gelang ihr in Las Vegas eine Titelverteidigung durch TKO gegen die US-Amerikanerin Melissa Hernández.
Am 30. Oktober 2021 gewann sie in London zusätzlich den WM-Titel der IBF, nachdem ihr ein einstimmiger Sieg gegen die US-Amerikanerin Mary McGee gelungen war. Im Mai 2022 verteidigte sie beide Titel in London gegen die Argentinierin Victoria Bustos.
Am 5. November 2022 boxte sie in Abu Dhabi gegen die US-amerikanische IBO-, WBA- sowie WBO-Weltmeisterin Jessica McCaskill und siegte einstimmig nach Punkten, womit sie zur ersten unumstrittenen Boxweltmeisterin Großbritanniens aufstieg. Alle fünf WM-Titel verteidigte sie am 20. Mai 2023 in Dublin durch Mehrheitsentscheidung nach Punkten gegen die Irin Katie Taylor. Den Rückkampf gegen Taylor verlor sie jedoch am 25. November desselben Jahres in Dublin ebenfalls durch Mehrheitsentscheidung.
Am 20. Juli 2024 gewann sie mit einem Sieg gegen die Französin Elhem Mekhaled die WBC-Interimsweltmeisterschaft im Halbweltergewicht, wobei sie zwischenzeitlich zum Promoter Queensberry Promotions gewechselt war. Den Titel verteidigte sie bislang gegen Patricia Berghult und Jessica Camara.